# Проективная плоскость

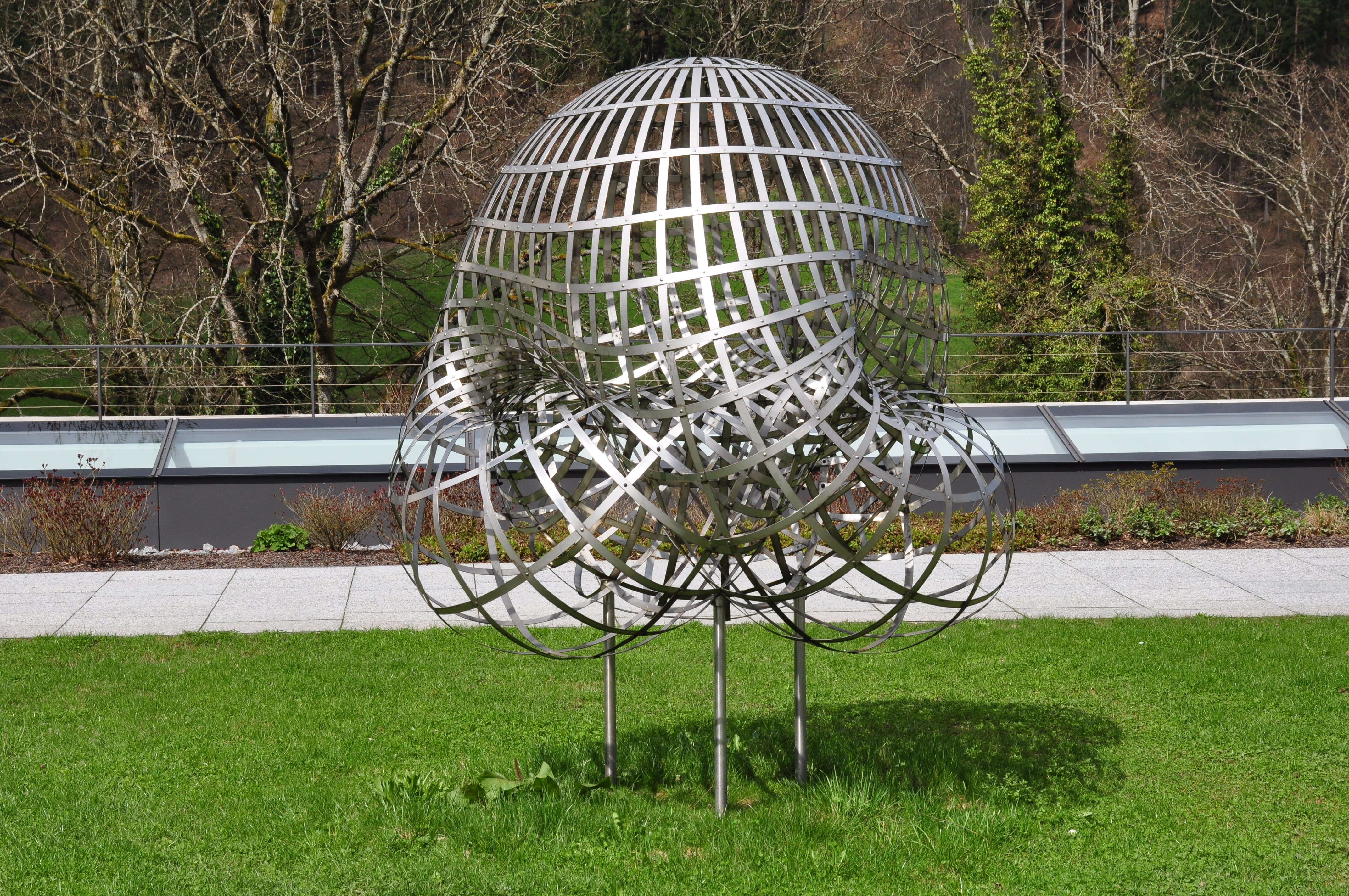
Модель погружения проективной плоскости.

Проекти́вная пло́скость — двумерное проективное пространство. Важным частным случаем является вещественная проективная плоскость.
Проективная плоскость отличается важной ролью, которую играет так называемая аксиома Дезарга, в проективных пространствах больших размерностей являющаяся теоремой.

## Определения

### Проективная плоскость над телом
Проективная плоскость над телом {\displaystyle K} — это множество одномерных подпространств (прямых, проходящих через ноль) трёхмерного линейного пространства {\displaystyle K^{3}}. Данные прямые называются точками проективной плоскости.
Проективная плоскость над телом {\displaystyle K} обычно обозначается {\displaystyle K\mathrm {P} ^{2}},
например {\displaystyle \mathbb {R} \mathrm {P} ^{2}}, {\displaystyle \mathbb {C} \mathrm {P} ^{2}}, {\displaystyle \mathbb {H} \mathrm {P} ^{2}} и так далее.

### Аксиоматическое определение

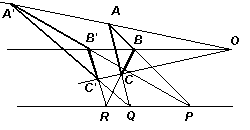
Аксиома Дезарга

Аксиома Паппа

Аксиома Фано

Классическая проективная плоскость П определяется следующими аксиомами. Первые четыре из них являются обязательными.
- П1. Через две различные точки P и Q плоскости П проходит прямая, причём только одна.
- П2. Любые две прямые имеют общую точку.
- П3. Существуют три точки, не лежащие на одной прямой.
- П4. Каждая прямая содержит не менее трёх точек.

Дополнительными аксиомами являются следующие:
- П5. Аксиома Дезарга. Если треугольники ABC и A’B’C'  таковы, что прямые AA' , BB'  и CC'  пересекаются в точке O, то точки пересечения пар соответствующих сторон AB и A’B' (P), BC и B’C' (R), AC и A’C'(Q) лежат на одной прямой.
- П6. Аксиома Паппа. Если l и l'  — две различные прямые, A,B,С — три различные точки на прямой l, а A',B',C'  — три различные точки l', причём все эти точки отличны от О — точки пересечения прямых l и l' , то точки пересечения пар соответствующих сторон AB'  и A’B (P), BC'  и B’C (R), AC'  и A’C (Q) лежат на одной прямой.
- П7. Аксиома Фано. Пусть A, B, C, D — точки, никакие три из которых не лежат на одной прямой. Проведём все шесть прямых, соединяющих эти точки (AB, AC, AD, BC, BD, CD). Обозначим точку пересечения AB и CD через P, AC и BD через Q и AD и BC через R (диагональные точки). Эти диагональные точки не лежат на одной прямой.

## Примеры
- Вещественная проективная плоскость.
- Плоскость Фано
- Плоскость Молтона — пример недезарговой проективной плоскости.

## Свойства
- Для любой проективной плоскости над телом выполняются аксиомы П1—П4 и аксиома Дезарга П5. Обратно, если в плоскости П выполняется аксиома Дезарга П5, то она есть проективная плоскость над некоторым телом {\displaystyle K}.

- Если выполняются аксиома Паппа П6 и аксиомы П1—П4, то выполняется и аксиома Дезарга П5. В этом случае П является проективной плоскостью над полем (то есть тело K коммутативно). Обратно, в любой проективной плоскости над полем выполняется аксиома Паппа.

- Если выполняются аксиомы П1—П4 и аксиома Дезарга П5, то аксиома Фано П7 выполняется тогда и только тогда, когда П является проективной плоскостью над телом {\displaystyle K} характеристики ≠2.

## Топология вещественной проективной плоскости

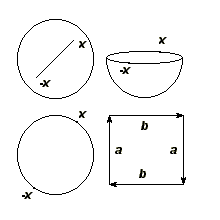
Проективная плоскость как квадрат со склеенными сторонами

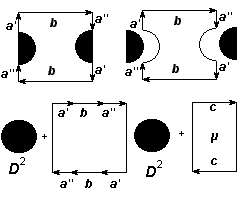
Проективная плоскость как круг с приклеенным листом Мёбиуса

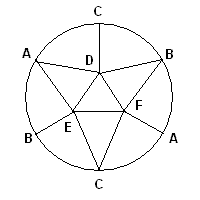
Триангуляция проективной плоскости

Представим вещественную проективную плоскость P²(R) как множество прямых в  R³ .
Её точки образуют пучок всех прямых, проходящих через начало координат.
Построим единичную сферу.
Тогда каждая наша прямая (точка P²(R)) пересекает сферу в двух противоположных точках: x и -x.
Из этого легко получается другая модель.
Отбросим верхнюю полусферу z > 0.
Каждой точке на отброшенной полусфере соответствует точка на нижней полусфере, а диаметрально противоположные точки на экваториальной окружности нижней полусферы отождествляются.
«Выпрямляя» полусферу, получаем круг, у которого отождествлены диаметрально противоположные точки граничной окружности.
Круг гомеоморфен квадрату, противоположные стороны которого отождествляются (в направлении стрелок).
Как показано на следующем рисунке, этот квадрат гомеоморфен кругу D² с приклеенным листом Мёбиуса μ.
Поэтому проективная плоскость неориентируема.
Цикл (полуокружность) от {\displaystyle -x} до {\displaystyle x}(обозначим его как {\displaystyle a}) не является границей, однако полная окружность от {\displaystyle -x} до {\displaystyle x} и от {\displaystyle x} до {\displaystyle -x} (обозначим его как {\displaystyle 2a}) уже ограничивает всю «внутреннюю» часть проективной плоскости, поэтому 2{\displaystyle a}≈0, а {\displaystyle a}≠0 (знак равенства означает, гомологичен или нет цикл нулю), то есть любой негомологичный нулю цикл гомологичен циклу {\displaystyle a}. Поэтому одномерная группа гомологий состоит из двух элементов H1(P²)={0,1}, где нулевому элементу группы соответствуют одномерные циклы, гомологичные нулю, а единице — все циклы гомологичные {\displaystyle a}.
Группы гомологий проективной плоскости легко вычисляются: {\displaystyle H_{0}=\mathbb {Z} }, {\displaystyle H_{1}=\mathbb {Z} /2} и {\displaystyle H_{2}=0}.
Числа Бетти (ранги групп гомологий) равны соответственно b0=1, b1=0, b2=0.
Эйлерова характеристика равна знакочередующейся сумме χ(P²)=b0-b1+b2=1.
Можно вычислить эйлерову характеристику и непосредственно из триангуляции χ(P²) (см. нижний рисунок) — число вершин равно 6, ребер 15 и граней 10, значит χ(P²)=6-15+10=1.
Согласно известной теореме о классификации поверхностей среди всех компактных, связных, замкнутых гладких многообразий проективная плоскость однозначно определяется тем, что она неориентируема и её эйлерова характеристика равна 1.
Фундаментальная группа π1(P²)= Z2, высшие гомотопические группы соответствуют таковым для сферы πn(P²)=πn(S²) для n≥2.